# أمير أبو خديجة
أمير عماد أمين أبو خديجة (ولد في 13 يناير 1999 – اغتيل في 23 مارس 2023) قائد عسكري فلسطيني بارز، من مدينة طولكرم الفلسطينية، وهو قائد كتيبة طولكرم العسكرية ومؤسس "مجموعة الرد السريع" فيها، وقد كان المطلوب الأبرز لإسرائيل؛ إذ اتهمته إسرائيل بتنفيذ وتوجيه سلسلة هجمات إطلاق نار على المستوطنات الإسرائيلية وعلى قوات الجيش الإسرائيلي.

## سيرته
أمير عماد أمين أبو خديجة وهو من مدينة طولكرم الفلسطينية، وقد وُلد بتاريخ 13 يناير 1999 في غزة حينما كان والده "عماد أبو خديجة" يعمل حينها موظفًا حكوميًا هناك في أعقاب تأسيس السلطة الوطنية الفلسطينية.
عاش أمير في منزل أسرته في الحي الشرقي بطولكرم، وتلقى تعليمه في عدد من مدارس مدينة طولكرم منها مدرسة عبد المجيد تايه للذكور، وبعد أن أنهى الثانوية العامة فقد التحق بجامعة فلسطين التقنية خضوري بالمدينة في تخصص الرياضة.
والده "عماد أبو خديجة" من مدينة طولكرم يعمل مديرًا للحاسوب ونظم المعلومات في وزارة التنمية الاجتماعية الفلسطينية في الضفة الغربية.
انضم أمير أبو خديجة للعمل بجهاز الحرس الرئاسي الفلسطيني التابع للسلطة الفلسطينية ولكنه فصل منه بعد عرضه على محكمة عسكرية في عام 2019، نتيجة علاقة في عمل مقاومة، وانتقل للعمل الحر بورشة بناء وأيضًا سائق لمركبة نقل خاص في طولكرم، كما اعتقلته إسرائيل لمدة نحو عام.

## حياته العسكرية
قبل اغتياله بمدة، أسس أمير أبو خديجة مجموعة الرد السريع بكتيبة طولكرم العسكرية وتولى قيادتها، وقد أطلق أبو خديجة اسم "الرد السريع" على المجموعة نسبةً لرائد الكرمي قائد كتائب شهداء الأقصى.
ساهم أمير أبو خديجة في توسيع نشاط الكتيبة بشكلٍ ملحوظ، وأصبحت الكتيبة في عهده تضم مقاتلين ينتمون لحركة فتح وحركة الجهاد الإسلامي والجبهة الشعبية لتحرير فلسطين وحركة حماس وغيرها من التنظيمات الفلسطينية.
كان أبو خديجة قد قرأ البيان الأول للكتيبة في أول مؤتمر صحفي تعقده الكتيبة وذلك في ميدان جمال عبد الناصر وسط مدينة طولكرم بتاريخ 22 فبراير 2023.
اتهمته إسرائيل بتنفيذ وتوجيه سلسلة من هجمات إطلاق النار على قوات الجيش الإسرائيلي وعلى الحواجز والمستوطنات الإسرائيلية.
في مطلع مارس 2023 لاحقته السلطة الفلسطينية لاعتقاله، ولكن خرجت حينها مظاهرات ليلية غاضبة في مدينة طولكرم لعدة أيام متتالية، فاندلعت مواجهات بين شبان فلسطينيين وقوات الأمن الفلسطينية، تخلل المواجهات إغلاق الشبان لشوارع وتكسير إشارات ضوئية في المدينة، فيما ردت قوات الأمن الفلسطينية بإطلاق القنابل المسيلة للدموع وقنابل الصوت.

## اغتياله
بعد مطاردة وملاحقة طويلة لأبو خديجة من قبل إسرائيل، تمكنت قوات إسرائيلية خاصة من اغتياله بمساندة وحدات المستعربين والشاباك وجيش الدفاع وحرس الحدود في عملية عسكرية حاصرت خلالها منزل يتحصن فيه في عزبة شوفة الضاحية الجنوبية لمدينة طولكرم صباح يوم الخميس الموافق 23 مارس 2023 وهو اليوم الأول من شهر رمضان، فاشتبك مع القوات الإسرائيلية التي ردت بإطلاق عليه ما يزيد عن 40 رصاصة.
جاءت عملية اغتيال أبو خديجة في ظل تعهد قادة فلسطينيين وإسرائيليين بخفض التوتر في شهر رمضان خلال اجتماع بتاريخ 19 مارس 2023 في شرم الشيخ بمشاركة وفود رسمية فلسطينية وإسرائيلية وأمريكية وأردنية ومصرية.
قالت وزارة الصحة الفلسطينية إن أبو خديجة كان قد وصل إلى مستشفى ثابت ثابت بمدينة طولكرم مفارقًا الحياة إثر تعرضه لإطلاق الرصاص في الرأس والأطراف السفلية، وتهتك كامل في الجمجمة وخروج للدماغ.
كان لخبر اغتيال أبو خديجة وقعٌ كبير في الأراضي الفلسطينية، وعقب الاغتيال فقد أعلنت حركة فتح والقوى الوطنية بطولكرم الإضراب الشامل.

### جنازته
شارك آلاف الفلسطينيين في موكب تشييع أبو خديجة الذي جاب شوارع مدينة طولكرم، وقد انطلقت مراسم التشييع من مستشفى ثابت ثابت الحكومي باتجاه مسقط رأسه في الحي الشرقي بالمدينة حيث ألقت عائلته نظرة الوداع عليه، ثم نُقل جثمانه إلى المسجد الجديد وسط المدينة لأداء صلاة الجنازة عليه، ثم بعدها إلى المقبرة الغربية في المدينة حيث دُفِنَ.

### أبرز ردود الفعل
- إسرائيل – أعلن المتحدث باسم الجيش الإسرائيلي أن أمير أبو خديجة شارك في عدة عمليات إطلاق النار استهدفت الجنود الإسرائيليين في الأشهر الأخيرة، وأنه كان يخطط لشن هجمات أخرى وشيكة.[1][18]
- الحكومة الفلسطينية – نعت الحكومة الفلسطينية أبو خديجة على لسان الناطق باسم الحكومة إبراهيم ملحم.[38]

- كتيبة طولكرم – نعت كتيبة طولكرم قائدها ومؤسس مجموعة الرد السريع فيها أمير أبو خديجة، وقالت الكتيبة "إننا على الدرب سائرون، لن نستكين ولن نتراجع، ثأر أميرنا سندركه قريبًا".[39][40]

- مجموعات عرين الأسود – قالت مجموعات عرين الأسود في بيان لها أنها "تزف بكل فخر واعتزاز الشهيد القائد مؤسس كتيبة طولكرم أمير أبو خديجة الذي ارتقى مقبلًا غير مدبر"، كما توعدت عرين الأسود "بمحاسبة من خطط وتآمر وأعطى معلومات لتنفيذ عملية الاغتيال التي طالت الشهيد أمير أبو خديجة".[41][42][43][44]

- حركة الجهاد الإسلامي – نعت حركة الجهاد الإسلامي أبو خديجة، وقالت الحركة على لسان القيادي فيها أحمد المدلل "أن دماء القائد أمير الزكية الطاهرة في أول أيام رمضان هي التي ستتحرك في شرايين الشباب الثائر.. دماء أمير أبو خديجة هي الرصاصة التي تعلن انطلاقة جديدة ومفاجآت لن يتحملها الاحتلال في شهر رمضان وما بعده، وستكون دماء أمير إيذانا ببداية زوال الاحتلال".[45][46][47]

- حركة فتح – نعت حركة فتح أمير أبو خديجة، وأعلنت الحركة الإضراب الشامل حدادًا على روحه.[48][49]

- كتائب شهداء الأقصى – أعلنت كتائب شهداء الأقصى أنها "تزف شهيدها القائد أمير أبو خديجة الذي ارتقى بعملية اغتيال جبانة نفذتها قوة خاصة من جيش العدو".[50]

- حركة حماس – نعت حركة حماس أبو خديجة، وقالت الحركة في تصريح صحفي "أنّ استهداف الاحتلال لمقاومينا الأبطال لن يوقف مسيرة المقاومة، ولن يخيف شعبنا".[51][52]

- تيار الإصلاح الديمقراطي – نعى التيار الإصلاحي الديمقراطي أبو خديجة، وحمل التيار الحكومة الإسرائيلية المسؤولية.[53]

- لجان المقاومة الفلسطينية – نعت لجان المقاومة الفلسطينية أبو خديجة، وقالت "أنّ دماء الشهداء الأطهار ستكون وقوداً للثورة في وجه العدو الصهيوني ولعنات تطارده".[54][55]

- حركة الأحرار الفلسطينية – نعت حركة الأحرار الفلسطينية أمير أبو خديجة، وقالت الحركة "أن ارتقاء الشهداء لن يوقف مسيرة النضال بل يزيد من عنفوان مقاومة وثورة الفلسطينيين في الضفة والقدس، ودماؤهم لن تذهب هدرًا".[56]

- حركة المجاهدين الفلسطينية – نعت حركة المجاهدين الفلسطينية أبو خديجة، وقالت الحركة أن "دماء الشهداء لا تذهب هدرًا بل تزهر عزًا وانتصارًا، وهي الوقود الذي يزيد من لهب الثورة على الغاصب المحتل".[57]

- قال المتحدث السابق باسم الأجهزة الأمنية الفلسطينية عدنان الضميري إن "الحزن والألم يسود طولكرم بعد اغتيال أبو خديجة"، مضيفًا "ما هي المهمة الأخرى التي يمكن أن يقوم بها جيش الاحتلال الإسرائيلي غير قتل الفلسطينيين؟".[58]

## وصيته
عقب اغتياله، فقد نشرت كتيبة طولكرم "مجموعة الرد السريع" في ذات يوم اغتياله وصيته ومما جاء فيها:
«وإني أشهد الله أني خترت درب الجهاد ونيتي خالصه لله وحده.. أما بعد وقفًا لتداول الإشاعات التي يتناقلها الناس بخصوص انتمائي لأحد الفصائل الفلسطينية، أريد أن أقول للجميع أن انتمائي هو أمر شخصي يخصني وحدي ولا يبدل من نيتي أو هدفي شيء، وأكرر لكم أن انتمائي لله والدين والوطن وأما الفصيل الذي اخترته أو سوف اختاره فهذا يعود لأهداف وأسباب شخصية لا علاقة لأي شخص بها.. وأنا على يقين تام أن مدينتنا (طولكرم) تحوي بين أزقتها وحاراتها ومخيماتها ثلة من خيرة الشباب الشرفاء والأحرار الذين لا يرضون بالذل والعار وهم على أتم الاستعداد لتضحية بالغالي والنفيس فداء لله والوطن».
ونشر أبو خديجة وصيته، وهو يرتدي ملابس كتائب القسام.

## الرد العسكري الفلسطيني
بعد يومين فقط من اغتيال أبو خديجة، فقد رد الفلسطينيين بتنفيذ عملية إطلاق نار استهدفت ثلاثة جنود إسرائيليين في بلدة حوارة شمال الضفة الغربية مساء يوم السبت 25 مارس 2023، وقال المتحدث باسم حركة حماس "إن عملية إطلاق النار البطولية في حوارة تأتي في إطار الرد على جرائم الاحتلال والتي كان آخرها اغتيال قائد كتيبة طولكرم أمير أبو خديجة"، كما قال الناطق باسم حركة الجهاد الإسلامي "أن هذه العملية هي رسالة واضحة بأن المقاومة لا تنام عن دماء أبنائها وقادتها، وهي جزء من الثمن الذي سيدفعه الاحتلال بعد اغتياله لقادة المقاومة".

## وصلات خارجية
- "مؤسس كتيبة طولكرم وأول شهدائها.. من أمير أبو خديجة الذي اغتالته إسرائيل؟" - قناة الجزيرة، 23 مارس 2023.
- صورة لجانب من جنازة أبو خديجة - صحيفة الشرق الأوسط، 23 مارس 2023.